# Philippe Pernette
Philippe Pernette est un homme politique français né le 10 juillet 1819 à Toulon-sur-Arroux (Saône-et-Loire) et décédé le 14 juillet 1878 à Autun (Saône-et-Loire).
Avocat à Autun, il est conseiller général du canton d'Autun en 1871 et conseiller municipal en 1874. Il est sénateur de Saône-et-Loire de 1876 à 1878, siégeant au centre gauche.

## Sources
- « Philippe Pernette », dans Adolphe Robert et Gaston Cougny, Dictionnaire des parlementaires français, Edgar Bourloton, 1889-1891 [détail de l’édition]